# 派克縣 (賓夕法尼亞州)
派克縣（英語：Pike County）是美國賓夕法尼亞州北部的一個縣，北、東界紐約州，東南界新澤西州。面積1,468平方公里。根據美國2000年人口普查，共有人口46,302。縣治米爾福德。
成立於1814年3月26日，縣名紀念美國探險家紀伯倫·蒙哥馬利·派克。